# Cratere Alter
Alter è un cratere lunare intitolato all'astronomo e meteorologo statunitense Dinsmore Alter; è situato nell'emisfero settentrionale della faccia nascosta del satellite, poco più a sud-ovest del cratere Robertson e ad est del cratere Ohm.
La parete rocciosa che circonda Abbe appare erosa e ricca di piccoli crateri, prevalentemente nei lati rivolti a nord e a sud. Il fondo del bacino è relativamente liscio e povero di crateri. La raggiera attraversa il cratere da est, formando un paio di bande appena visibili.

## Crateri correlati
Alcuni crateri minori situati in prossimità di Alter sono convenzionalmente identificati, sulle mappe lunari, attraverso una lettera associata al nome.
| Alter | Coordinate             | Diametro (in km) |
| ----- | ---------------------- | ---------------- |
| K     | 16°13′12″N 106°11′24″W | 21,64            |
| W     | 20°22′48″N 109°24′36″W | 51,47            |